# 富田果菜
富田 果菜（とみた かな、1963年7月20日 - ）は、日本の女優。旧芸名、藤枝 かな、富田 瑤子。
石川県出身。日本女子大学卒業。ビッグマザーを経て、加川事務所所属。

## 来歴
1985年、藤枝 かなの芸名で、特撮テレビドラマ『電撃戦隊チェンジマン』に、敵役の副官シーマ役でレギュラー出演。『チェンジマン』で共演した浜田治貴は藤枝について、「スタイルが良く、アクションも上手くこなしていて優しい人だった」と述べている。
『チェンジマン』終了後は、1992年のテレビドラマ『愛という名のもとに』で、ルビー・モレノが演じたフィリピンパブのママを演じるなど、テレビドラマを中心に活動した。
特技は、日舞、オートバイ、ジャズダンス。

## 出演

### テレビドラマ
- 電撃戦隊チェンジマン（1985年 - 1986年、ANB） - 副官シーマ
- 土曜ワイド劇場（ANB）
  - 黒い仮面の美女（1987年）
  - 悪女の季節・華麗な変身をとげた白い肌の完全犯罪！ビデオカメラが覗いた…（1990年）
- 愛という名のもとに（1992年、CX） - フィリピンパブのママ
- ブルースワット 第1話「ビギニング!! 」、第2話「ロンリーバトル」（1994年、ANB） - 神崎綾香
- あぐり（1997年、NHK）
- 奇跡の人（1998年、YTV）
- 笑う三人姉妹（2005年、NHK）

### 映画
- 劇場版 電撃戦隊チェンジマン（1985年） - 副官シーマ
- 電撃戦隊チェンジマン シャトルベース! 危機一髪!（1985年） - 副官シーマ
- ねこのひげ（2008年）